# Валерія Феглер
Вале́рія Фе́ґлер-Белі́нська (9 квітня 1910, Херсон — 10 серпня 1984, Лемборк) — польська вчителька й політик, депутатка Сейму Польської Народної Республіки III каденції (1961—1965).

## Життєпис
Народилася в Херсоні 1910 року. По закінченню средньої школи в Ліді навчалася короткий час у Вищій школі витончених мистецтв у Вільні, пізніше перевелася до Інституту ручних робот у Варшаві. По закінченню навчання повернулася до Ліди, де до 1937 року викладала в місцевій початковій школі. Від 1937 до 1939 року була науковим працівником гімназії й ліцею в Несвіжі. У роках радянської окупації працювала вчителькою в російській школі. Під час німецької окупації працювала в рільному бюро.
По закінченню бойових дій 1944 року взялася до праці в гімназії в Острові-Мазовецькій, де працювала до 1950 року. Того самого року виїхала в Померанію й осіла в Лемборку, де викладала в Педагогічному ліцеї й була директоркою Педагогічному ліцеї для передшкільного виховання.
1947 року вступила до Сторонництва Демократичного. Була багаторічною радною повітової народної ради в Лемборку. У виборах 1961 року дістала мандат депутатки Сейму з виборчого округу Гдиня.
Відзначена між іншим Кавалерським хрестом Ордену Відродження Польщі, а також Медаллю Комісії народної освіти. Заслужений член Сторонництва Демократичного.